# Abdoh Otayf
Abdoh Otayf (ar. عبده عطيف; ur. 2 kwietnia 1984 w Rijadzie) – saudyjski piłkarz, występujący w przeszłości na pozycji pomocnika, największe sukcesy odnosił w saudyjskim klubie Asz-Szabab Rijad. 30-krotny reprezentant Arabii Saudyjskiej. Uczestnik Pucharu Azji 2007 i 2011 oraz Młodzieżowych Mistrzostw Świata 2003. Brat Abdullaha i Ahmeda Otayfa.

## Statystyki

### Klubowe
Na podstawie:
| Klub             | Sezonów | Liga                      | Liga  | Liga   | Puchar krajowy | Puchar krajowy | Kontynentalne | Kontynentalne | Suma  | Suma   |
| Klub             | Sezonów | Liga                      | Mecze | Bramki | Mecze          | Bramki         | Mecze         | Bramki        | Mecze | Bramki |
| ---------------- | ------- | ------------------------- | ----- | ------ | -------------- | -------------- | ------------- | ------------- | ----- | ------ |
| Asz-Szabab Rijad | 10      | Saudi Professional League | 54    | 0      | 22             | 6              | 20            | 1             | 96    | 7      |
| Al-Ittihad Club  | 1       | Saudi Professional League | 3     | 0      | 1              | 0              | 6             | 1             | 10    | 1      |
| Al-Nassr         | 2       | Saudi Professional League | 34    | 2      | 8              | 1              | –             | –             | 42    | 3      |
| Asz-Szabab Rijad | 1       | Saudi Professional League | 15    | 0      | 1              | 0              | 4             | 0             | 20    | 0      |
|                  | Łącznie | Łącznie                   | 106   | 8      | 32             | 7              | 30            | 2             | 178   | 1      |

### Reprezentacyjne
Na podstawie:
| Mecze w Pucharze Azji 2007 | Mecze w Pucharze Azji 2007 | Mecze w Pucharze Azji 2007 | Mecze w Pucharze Azji 2007 | Mecze w Pucharze Azji 2007 | Mecze w Pucharze Azji 2007 | Mecze w Pucharze Azji 2007 | Mecze w Pucharze Azji 2007 | Mecze w Pucharze Azji 2007 |
| Lp.                        | Data                       | Miasto                     | Przeciwnik                 | Wynik                      | Czas                       | Gole                       | Inne                       | Faza rozgrywek             |
| -------------------------- | -------------------------- | -------------------------- | -------------------------- | -------------------------- | -------------------------- | -------------------------- | -------------------------- | -------------------------- |
| 1.                         | 11.07.2007                 | Dżakarta                   | Korea Południowa           | 1:1 (0:0)                  | 56'–90'                    |                            |                            | Faza grupowa               |
| 2.                         | 14.07.2007                 | Dżakarta                   | Indonezja                  | 2:1 (1:1)                  | 56'–90'                    |                            |                            | Faza grupowa               |
| 3.                         | 18.07.2007                 | Palembang                  | Bahrajn                    | 2:1 (1:1)                  | 56'–90'                    |                            |                            | Faza grupowa               |
| 4.                         | 29.07.2007                 | Dżakarta                   | Irak                       | 0:1 (0:0)                  | 76'–90'                    |                            |                            | Finał                      |

| Mecze w Pucharze Azji 2011 | Mecze w Pucharze Azji 2011 | Mecze w Pucharze Azji 2011 | Mecze w Pucharze Azji 2011 | Mecze w Pucharze Azji 2011 | Mecze w Pucharze Azji 2011 | Mecze w Pucharze Azji 2011 | Mecze w Pucharze Azji 2011 | Mecze w Pucharze Azji 2011 |
| Lp.                        | Data                       | Miasto                     | Przeciwnik                 | Wynik                      | Czas                       | Gole                       | Inne                       | Faza rozgrywek             |
| -------------------------- | -------------------------- | -------------------------- | -------------------------- | -------------------------- | -------------------------- | -------------------------- | -------------------------- | -------------------------- |
| 1.                         | 09.01.2011                 | Ar-Rajjan                  | Syria                      | 1:2 (0:1)                  | 1'–46'                     |                            | 15'                        | Faza grupowa               |
| 2.                         | 13.01.2011                 | Ar-Rajjan                  | Jordania                   | 0:1 (0:1)                  | 1'–46'                     |                            |                            | Faza grupowa               |
| 3.                         | 17.01.2011                 | Ar-Rajjan                  | Japonia                    | 0:5 (0:3)                  | 1'–28'                     |                            |                            | Faza grupowa               |

## Sukcesy
Na podstawie:

### Klubowe
Z Asz-Szabab:
- Mistrz Arabii Saudyjskiej 2003/04, 2005/06
- Puchar Arabii Saudyjskiej 2007/08, 2008/09